# Bóxer clásico
El bóxer clásico o bóxer holgado es un tipo de calzoncillo holgado y largo

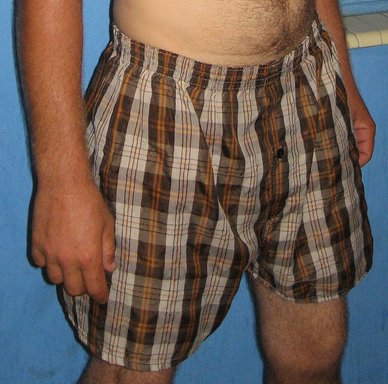
Bóxer clásico.

## Historia
En 1925, Jacob Golomb, fundador de Everlast, diseñó prendas con elástico en la cintura para sustituir a las de cuero entonces usadas por los boxeadores. Estos pantalones cortos se hicieron famosos de inmediato, pero en la década de 1930 fueron eclipsados por el slip. Alrededor de 1947, los bóxers comenzaron a ganar popularidad otra vez [cita requerida]. aún tiene ventas altas, los consumidores son mayormente hombres mayores de 40 años[cita requerida]. Desde los años noventa, algunos hombres también optan por usar el bóxer ajustado, que es una prenda híbrida: ajustada como el slip, pero larga como un bóxer, de manera que evitan el roce permanente en la parte interior de las piernas debajo del escroto.

## Diseño
La mayoría de los bóxers tienen una bragueta, apertura que permite sacar el pene para poder orinar sin bajarse la ropa.
Los fabricantes pueden cerrar la bragueta con broches de metal o botones, aunque muchos bóxers en el mercado no necesitan un mecanismo de cierre, ya que el corte de la tela se diseña para solaparse lo suficiente para cubrir la bragueta por completo.